# Reggia di Quisisana
La Reggia di Quisisana è una dimora storica situata nella zona collinare di Castellammare di Stabia, nella frazione di Quisisana, da cui prende anche il nome. Risalente al periodo antecedente al 1200, ha avuto nel corso degli anni diverse funzioni, da palazzo reale a collegio fino ad essere trasformata in un albergo; dopo un periodo di totale abbandono che l'ha ridotta ad un rudere, nel 2009 sono terminati i lavori di restauro che hanno permesso di riportarla all'antico splendore. Dal 2020 è sede del Museo archeologico di Stabia Libero D'Orsi.

## Storia
Le origini della reggia di Quisisana sono incerte: sicuramente la costruzione è antecedente al 1280 sia da quanto risulta da alcuni documenti scritti da Carlo I d'Angiò sia da quanto testimoniato dal Decameron di Giovanni Boccaccio, che nella VI novella del X giorno così recitava:
(Giovanni Boccaccio, Decameron, VI novella, X giorno)

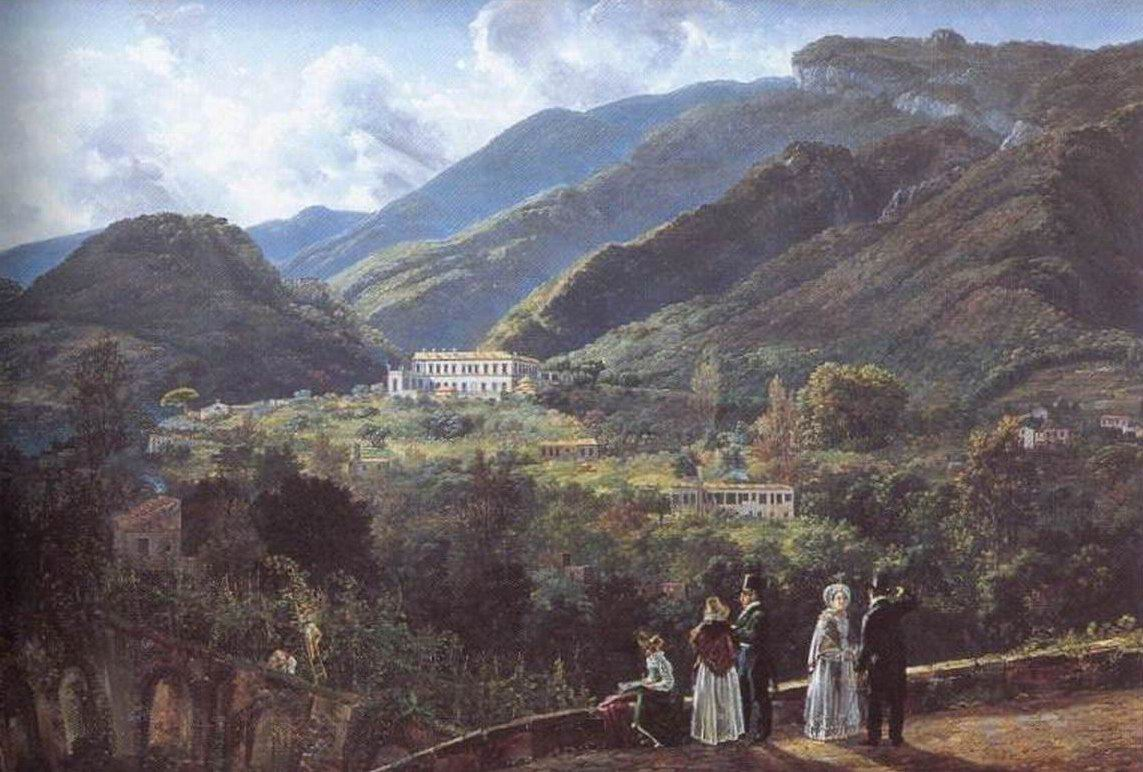
La Real Casina di Quisisana, dipinto del 1810 di Johan Christian Dahl

riferendosi proprio alla costruzione di Quisisana. A dar fortuna alla reggia fu anche la scelta del luogo che risultava essere salubre per il clima ed allo stesso tempo offriva uno dei migliori panorami sul golfo di Napoli: secondo alcuni per questa serie di motivi la zona venne chiamata Domus de Loco Sano, in seguito trasformato in Quisisana, mentre altri sostengono che il nome derivi da una frase pronunciata da Carlo II d'Angiò, "Qui si sana", dopo essere guarito da una grave malattia proprio nella dimora stabiese. Le prime notizie certe sullo svolgimento della vita all'interno della reggia si hanno nel periodo angioino: infatti prima sotto Carlo e poi con Roberto d'Angiò questa venne notevolmente ampliata creando un edificio incentrato su due corpi ortogonali, il primo rivolto verso il mare e l'altro sul viale d'ingresso; era dotata di tre piani destinati uno alla servitù, uno al riposo e l'altro alle attività di rappresentanza. Nel giro di pochi anni diventò una delle mete preferite durante l'estate dei regnanti, acquistando sempre più fama come luogo salutare e di guarigioni tanto che nel 1401 a seguito di un'epidemia di peste Lasdilao di Durazzo vi si rifugiò insieme alla sua famiglia, rimanendo immune da ogni contagio; stessa situazione si verificò nel 1420 sotto il regno di Giovanna II. Dopo la dominazione angioina, dal 1483, e quindi sotto gli Aragonesi e i viceré, la reggia divenne proprietà di diversi notabili, non subendo particolari modifiche, fino al 1541, quando Castellammare di Stabia diventò feudo dei Farnese che si appropriarono anche della costruzione, ma a causa della totale incuranza ed inutilizzo da parte della famiglia Farnese, cadde in rovina.

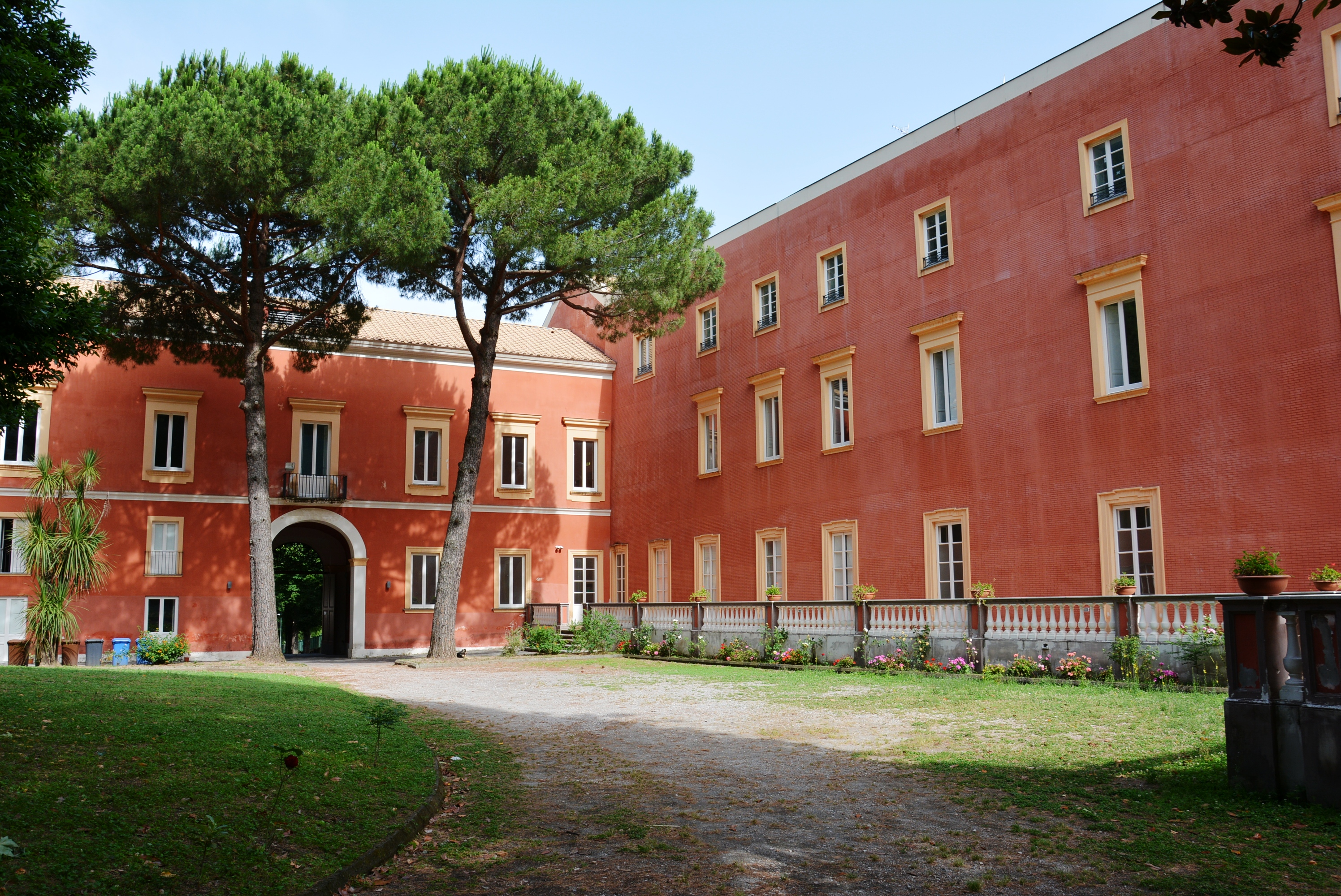
La corte interna

Fino alla salita al trono dei Borbone e precisamente al 1734, non si hanno molte notizie sulla reggia, finché Carlo III portò in dote le proprietà delle madre, tra cui anche il Casino di Quisisana, così era chiamato il palazzo, considerato come il sito reale più antico del regno. Soltanto nel 1758 però, sotto Ferdinando IV iniziò una serie di lavori di restauro ed ampliamento: tutti i corpi di fabbrica vennero uniti in un'unica grossa struttura che assunse la forma di una "L", mentre con Ferdinando II gli venne data un'impostazione tipicamente anglosassone e fu creato un grande terrazzo da dove si narra che il re si dilettasse nella caccia alle quaglie, cui sparava: in definitiva i lavori durarono dal 1758 al 1790, ma soltanto per un paio d'anni questi ne impedirono l'uso da parte della famiglia reale. Fu questo il massimo periodo di splendore della reggia che raggiunse i 49.000 metri quadrati di struttura abitabile, su due livelli, disponendo di circa cento stanze, due terrazze e una cappella. Dopo la sistemazione del palazzo si passò anche a quella del giardino, che assunse una fisionomia tipicamente all'italiana, del bosco, dove vennero costruite quattro fontane, chiamate Fontane del Re, sedili in marmo, statue e belvedere, e nelle vicinanze del palazzo furono create una casa colonica, una chiesa, una masseria, una torre, una cereria, diverse scuderie e gli alloggi per il personale. Fu proprio per la presenza della reggia che Castellammare di Stabia divenne una tappa obbligata del Grand Tour, ed al suo interno il re organizzava spesso delle feste aperte anche alla cittadinanza. A seguito della fine della dinastica borbonica la reggia venne depredata da briganti di tutti i suoi arredi.

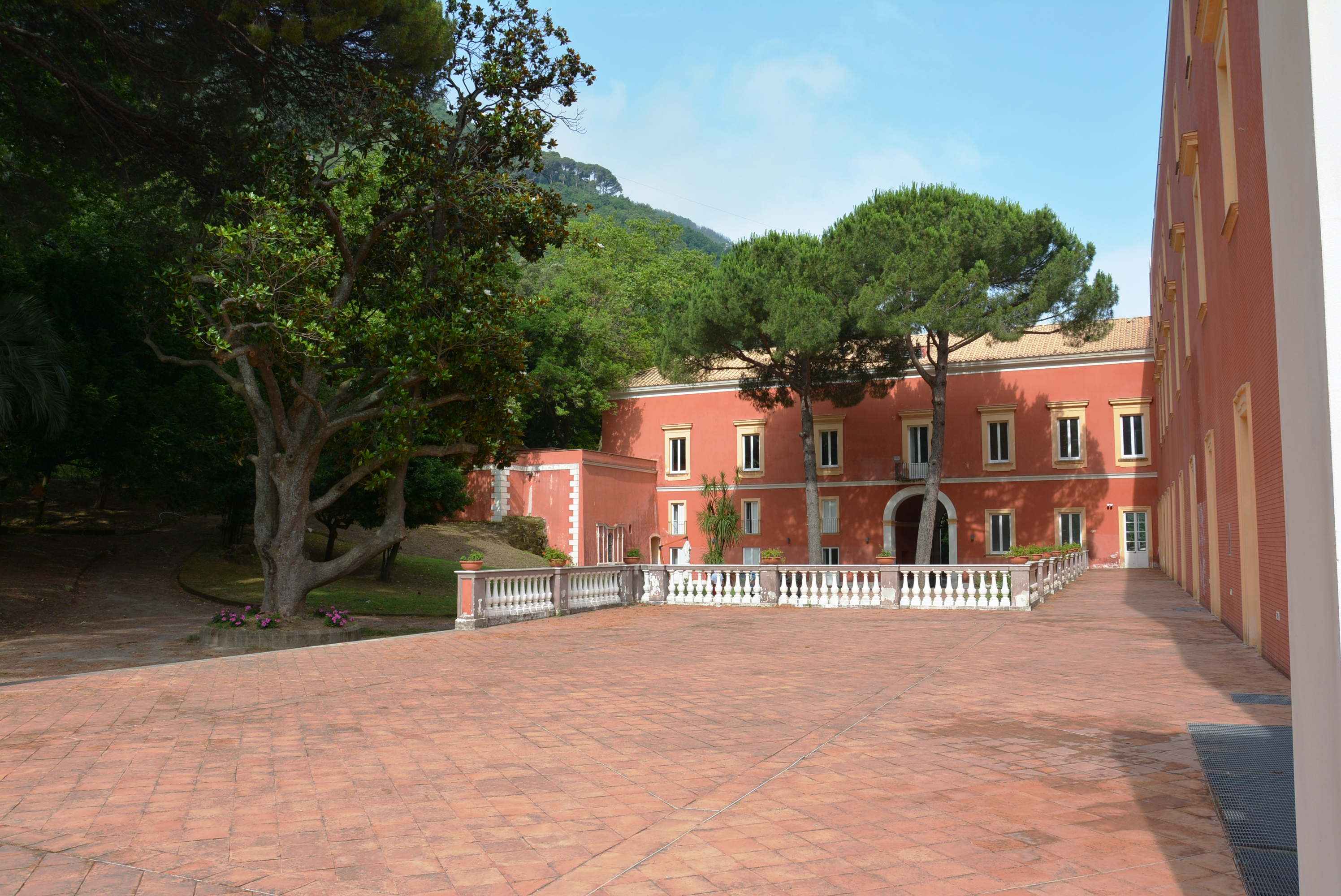
La terrazza

Dopo l'Unità d'Italia la reggia passò ai Savoia fino al 31 maggio 1877 quando divenne Demanio dello Stato ed un anno dopo ceduta al comune di Castellammare di Stabia, che a sua volta la diede in gestione a privati: nel 1898, su forte pressione del sindaco, al suo interno venne aperto un albergo, chiamato Margherita, forse in onore della regina d'Italia, ma già nel 1902 risultò dismesso. Tra il 1909 e il 1910 la struttura ospitò il Collegio dell'Annunziata di Napoli, mentre a seguito dello scoppio della prima guerra mondiale fu adibita ad ospedale militare e nel 1920 ospitò il collegio militare di Roma. Nel 1923 per volere del sindaco Francesco Monti venne inaugurato nuovamente un albergo, questa volta col nome di Royal Hotel Qusisiana: nel 1928 oltre a struttura ricettiva venne anche utilizzata dell'Istituto Superiore Agrario e nel 1931 il Royal Hotel fu inserito nella Guida d'Italia del Touring Club come hotel di primo ordine con ben 200 camere e circa 140 posti letto. Durante la seconda guerra mondiale la reggia venne nuovamente utilizzata come ospedale militare e dopo la fine delle vicende belliche ritornò ad essere un albergo anche se fino a metà degli anni sessanta, quando venne definitivamente chiuso. Fu così che il palazzo reale di Quisisana venne completamente abbandonato, riducendosi così ad uno stato di fatiscenza; inoltre col terremoto dell'Irpinia del 1980 si verificarono diversi crolli sia nella struttura portante sia dei solai e delle scale. Dopo diverse iniziative, nel maggio del 2002 iniziarono i lavori di restauro, terminati poi nel 2009 con due anni di ritardo rispetto al programma originario. Nel 2020, nei suoi locali, fu inaugurato il Museo archeologico di Stabia Libero D'Orsi, il quale ospita i reperti provenienti dagli scavi archeologici di Stabia e dal circondario.

## Struttura

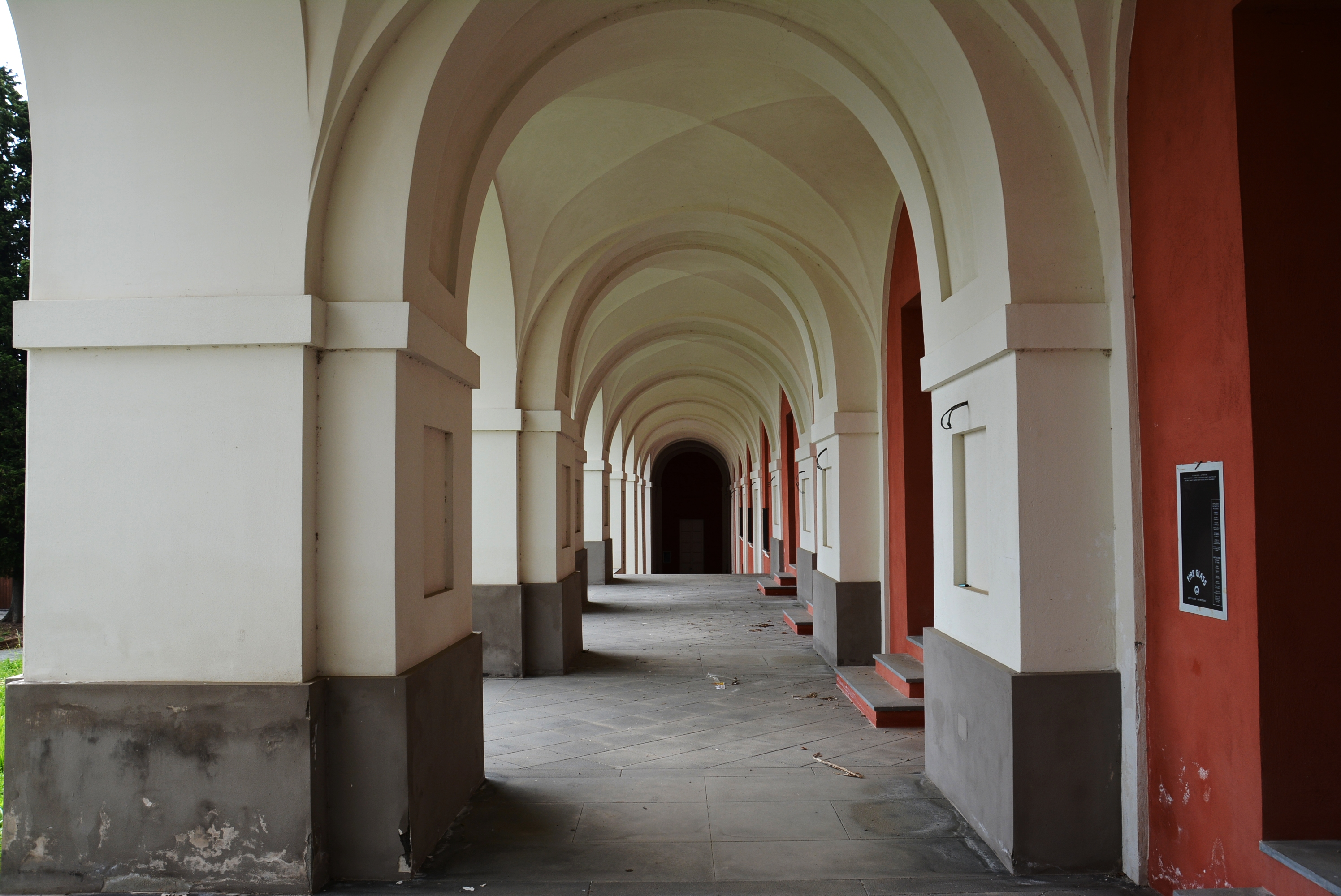
Il porticato

La struttura attuale della reggia, realizzata in muratura portante, si articola in tre corpi di fabbrica uniti tra loro a formare una "L": il primo è su due piani ed è quello che da l'accesso alla reggia caratterizzato da un pian terreno con un ampio portone d'ingresso che si affaccia su di un viale alberato, ed un primo superiore dove era ubicata la zona nobile che si affaccia sul parco con un'ampia terrazza. Il secondo corpo di fabbrica è posto ortogonalmente al corpo d'ingresso ed è composto da due piani a cui va aggiunto un sottotetto e caratterizzato da finestre ornate con elementi classici. L'ultimo corpo invece degrada verso la collina accompagnato da un porticato. Tutti gli arredi interni e gli elementi decorativi sono in gran parte andati perduti a causa dell'usura del tempo e delle infiltrazioni d'acqua: dove è stato possibile si è cercato di restaurare alcuni capitelli corinzi e teste di leone. Durante i lavori di restauro sono stati utilizzati gli stessi materiali che vennero usati per la costruzione della reggia: si è evitato quindi di utilizzare malte cementizie, i solai in legno sono stati in parte sostituiti con altri sempre dello stesso materiale ma con una maggiore portata di carico; anche gli infissi sia interni che esterni sono realizzati con cornici modanate in legno.
La reggia è circondata da un giardino all'italiana di circa 20.000 metri quadrati: si trovano diverse specie di alberi come il pino d'Aleppo, il tasso, il leccio, l'abete bianco, il bosso, il cedro del Libano, l'asfodelo, il pungitopo, il corbezzolo e il platano, mentre come fiori si trovano il ciclamino, la ginestra dei carbonai e il biancospino. Durante il restauro si è pensato anche alla sistemazione del giardino con la creazione di sentieri in terra battuta e lastricati di basoli.
Intorno al complesso della reggia sorge un parco che si estende su buona parte del versante stabiese del monte Faito.

## Parco

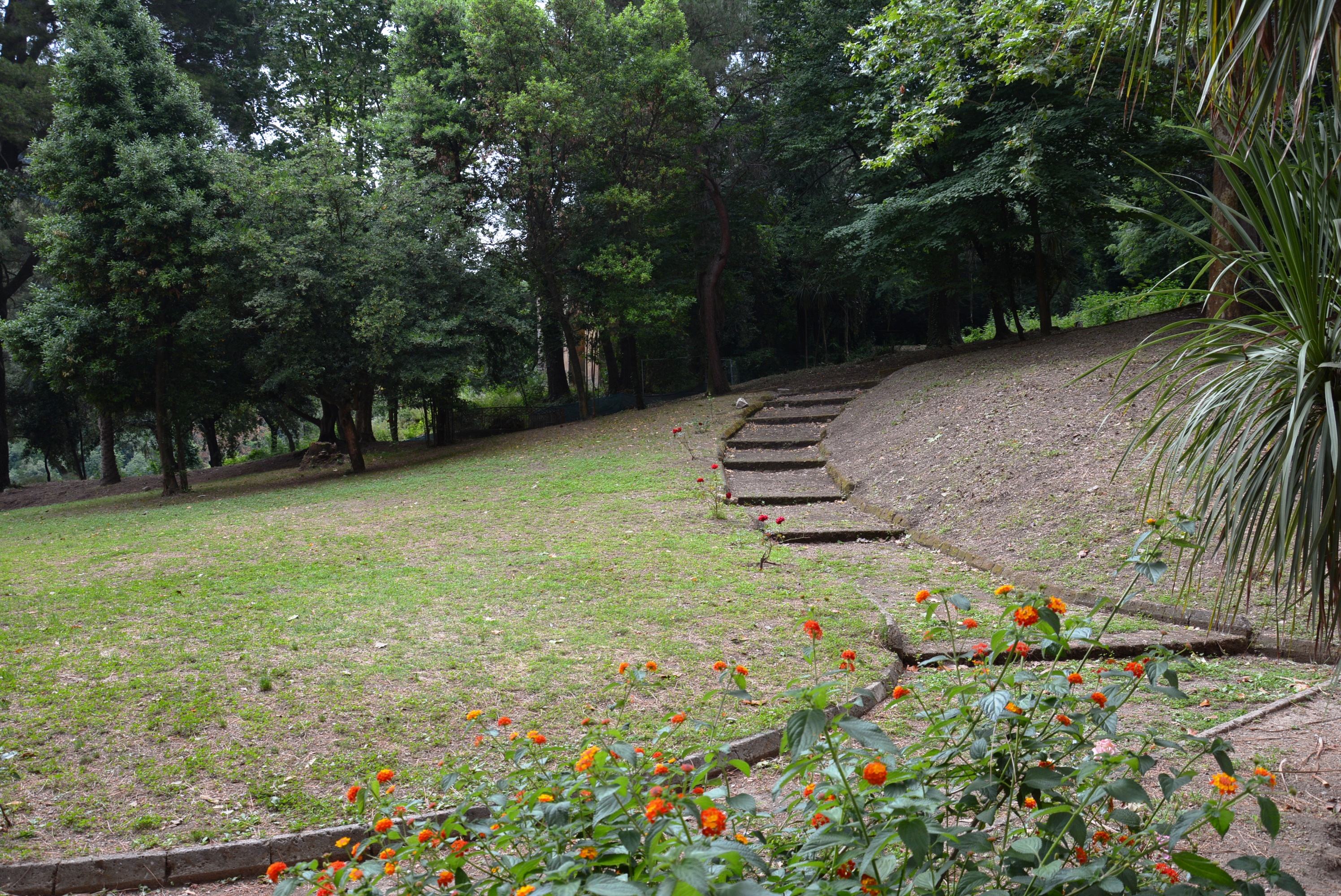
Il parco

Il parco della reggia di Quisisana si estende dalla zona che va dal rivo San Pietro al rivo della Monache sull'asse est-ovest e dal monte Faito alla statale Sorrentina sull'asse nord-sud. La sua realizzazione risale al XIII secolo e fu soprattutto utilizzato per l'attività venatoria dei regnanti angioini; fu però nel 1759, con Ferdinando IV, che il parco visse il massimo periodo di splendore: vennero infatti realizzate delle imponenti opere murarie che lo circondavano lungo tutto il suo perimetro, si regolarizzò il flusso delle acque, con la costruzione di un impianto costituito da fontane che si innestavano in una sorta di tridente di assi, non più funzionante ma ben visibile, e vennero aperti una serie di viottoli talvolta con lo scopo di godere dello splendido panorama sul golfo.
Tra il XVIII e il XIX secolo il parco venne ancora maggiormente ampliato ed abbellito: fu costruita una torre e poi scale, panche in marmo e viali; tutti i contorni delle aiuole furono rifiniti in pietra di tufo e fu creato un sistema di ben cinque fontane, che si snodavano lungo il viale principale che era costeggiato da due filiere di platani ed ippocastani. Il complesso di fontane prende il nome di Fontane del Re: tre sono a vasca, una in pietra lavica finemente decorata, incassata in un terrapieno ed una in marmo bianco, di dimensioni più piccole rispetto alle altre e mancante dei due piedistalli in marmo: queste fontane versano in uno stato di totale abbandono.
La flora presente all'interno del parco è costituita da alcuni alberi monumentali tra cui un pino d'Aleppo dalla circonferenza di 4,95 metri, ma anche nespoli del Giappone, palme delle Canarie, eucalipto, pini marittimi, cipressi italiani, camelie e magnolie; nella zona dove sorgeva la masseria sono presenti dei frutteti, mentre nella zona della selva castagni, carpini, olmi e lecci.